# Lý Trạch
Lý Trạch là một xã thuộc huyện Bố Trạch, tỉnh Quảng Bình, Việt Nam.

## Địa lý
Xã Lý Trạch nằm ở phía nam huyện Bố Trạch, có vị trí địa lý:
- Phía bắc giáp xã Đại Trạch và xã Nam Trạch
- Phía đông giáp xã Nhân Trạch và Biển Đông
- Phía tây giáp thị trấn Nông trường Việt Trung
- Phía nam giáp thành phố Đồng Hới.

Xã Lý Trạch có diện tích 21,78 km², dân số năm 2019 là 4.748 người, mật độ dân số đạt 218 người/km².

## Hành chính
Xã Lý Trạch được chia thành 10 thôn: 1, 2, 3, 4, 5, 6, 7, 8, 9, 10.